# Morten Harket
Morten Harket (Kongsberg, Noorwegen, 14 september 1959) is een Noorse zanger, die midden jaren 80 van de twintigste eeuw bekend werd als zanger van de popgroep A-ha. Ook was en is hij actief als solo-artiest.

## Biografie
Op vierjarige leeftijd leerde Harket piano spelen. Hij groeide op met klassieke muziek. Op zijn zestiende maakte hij pas kennis met pop- en rockmuziek. Hij wilde priester worden, maar toen hij lid werd van rockband Bridges stopte hij met zijn studie theologie.

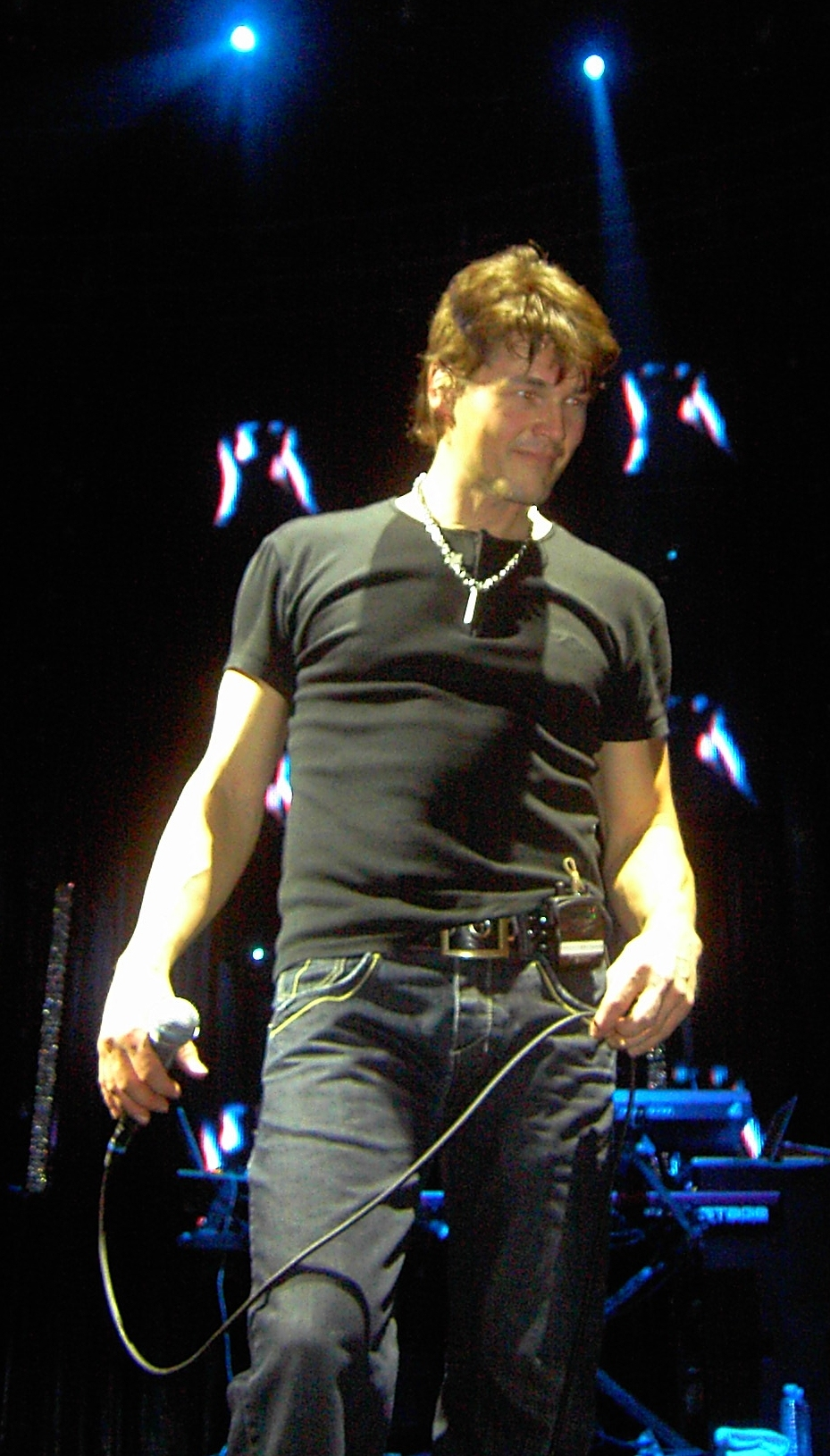
Morten Harket

In 1983 vormde hij a-ha samen met Magne Furuholmen (keyboards) en Paul Waaktaar (bas, gitaar, piano). Bij het uitbrengen van de videoclip voor Take on Me werd Harket (en daarmee ook a-ha) beoordeeld op zijn uiterlijk. De muziek van a-ha was gevarieerder dan de single Take On Me deed vermoeden, wat zorgde voor waardering van Harket als zanger en van a-ha.
Toen a-ha in 1987 muziek opnam voor de James Bond-film 'The Living Daylights werd Harket gevraagd voor de rol van schurk. Harket sloeg dit aanbod af.
Na het uiteenvallen van a-ha in 1994 begon Harket een solocarrière. In 1993 verscheen Poetenes Evangelium, zijn eerste soloalbum, geheel opgenomen in het Noors. In 1995 bracht hij  Wild Seed uit, zijn eerste Engelstalige album. Vooral in Noorwegen had hij succes met dit album. In tegenstelling tot zijn werk bij a-ha leverde Harket een bijdrage aan de muziek en teksten van het album, die grotendeels door de Noorse dichter Havard Rem werden gemaakt. Buiten Noorwegen had het album minder succes, onder meer door slechte promotie van de platenmaatschappij.
In 1996 bracht Harket Vogts Villa uit, wederom geheel in het Noors opgenomen. In hetzelfde jaar presenteerde hij het Eurovisiesongfestival, hierbij zong hij ook het nummer Heaven's Not For Saints dat ook op single verscheen.
In 2000 kwam a-ha weer bij elkaar. Tot 2010 bracht de band vier nieuwe albums uit en boekte daarmee successen in Noorwegen, Duitsland en Groot-Brittannië, maar dezelfde mate van succes zoals in de jaren 80 bleef uit. In 2008 verscheen een nieuw solo-album van Harket, getiteld Letter From Egypt.
In 2010 nam a-ha afscheid, waarna Harket zijn solocarrière hervatte.
In april 2012 verschijnt het album Out Of My Hands, voorafgegaan door de single Lightning in Noorwegen en Scared Of Heights buiten Noorwegen. Het album bevat muzikale bijdragen van onder anderen singer-songwriter Espen Lind, de Zweedse band Kent en de Pet Shop Boys.
In april 2014 verschijnt het album Brother.
Harket was van 2017 tot en met 2019 jurylid in het programma The Voice – Norges beste stemme, de Noorse versie van The Voice of Holland.

## Privé
Harket is getrouwd geweest met de Zweedse actrice Camilla Malmquist van 1 februari 1989 tot mei 1998. Hij woont nu samen met Inez Andersson.
Uit zijn huwelijk met Camilla Malmquist heeft hij drie kinderen: twee zoons en een dochter. Met Anne Mette Undlien heeft hij een dochter Henny, ook met Inez Andersson heeft hij een dochter.
Als hobby's heeft Harket tekenen, schilderen, muziek, orchideeën en auto's. Samen met bandlid Magne Furuholmen is Harket tevens supporter van Stoke City.
Op 4 juni 2025 maakte Harket bekend dat hij de  Ziekte van Parkinson heeft.

## Trivia
Bunty Bailey, het meisje in de videoclip van Take On Me, was de toenmalige vriendin van Harket.
Morten verscheen als “Viking” in het tweede seizoen van de Britse versie van The Masked Singer.

## Discografie
Zie ook discografie a-ha.

### Albums
| Album met eventuele hitnotering(en) in de Nederlandse Album Top 100 | Datum van verschijnen | Datum van binnenkomst | Hoogste positie | Aantal weken | Opmerkingen |
| ------------------------------------------------------------------- | --------------------- | --------------------- | --------------- | ------------ | ----------- |
| Poetenes evangelium                                                 | 09-11-1993            | -                     |                 |              |             |
| Wild seed                                                           | 04-09-1995            | -                     |                 |              |             |
| Vogts villa                                                         | 25-11-1996            | -                     |                 |              |             |
| Letter from Egypt                                                   | 30-05-2008            | -                     |                 |              |             |
| Out of my hands                                                     | 13-04-2012            | 21-04-2012            | 77              | 1            |             |
| Brother                                                             | 11-04-2014            | -                     |                 |              |             |

- Bibsys: 90193046
- Biblioteca Nacional de España: XX1610371
- Bibliothèque nationale de France: cb139838748 (data)
- Gemeinsame Normdatei: 134959620
- International Standard Name Identifier: 0000 0000 7824 9202
- Library of Congress Control Number: no2007115492
- MusicBrainz: 2093207d-cb69-4789-866b-5ac772c9ebd3
- Nationale Bibliotheek van Tsjechië: xx0150392
- Nationale Bibliotheek van Polen: a0000003573247
- Système universitaire de documentation: 251291928
- Virtual International Authority File: 61740573
- WorldCat: E39PBJq6V4hRTq6my7VY83WCcP